# 台東空港
台東空港（たいとうくうこう、英語: Taitung Airport）は、台湾台東県台東市に位置する空港。通称「（台東）豊年空港」。
台東市にはこのほか市街地北東に、中華民国空軍が管理する「志航基地」がある。

## 沿革
1981年（民国70年）10月1日に、志航基地の予備飛行場を転用して空港開設。
2019年（民国108年）6月15日、過去の中国国民党一党独裁政権の下で行われた人権侵害や真相究明などを目指す「移行期の正義促進委員会」の求めに応じて、港内に設置されていた蔣介石像が撤去された。

## 配置部隊
- 第7戦闘訓練航空団
  - 第44中隊 - F-5E/F
  - 第45中隊 - F-5E/F
  - 第46中隊 - F-5E/F（アグレッサー部隊）

## 歷代運用機
- F-86（1972年 - 1977年）
- F-5（1977年 - ）

## 就航航空会社と就航都市
国内線
| 航空会社       | 就航地                                             |
| -------------- | -------------------------------------------------- |
| マンダリン航空 | 台北松山空港（台北市）                             |
| ユニー航空     | 台北松山空港（台北市）                             |
| 徳安航空       | 緑島空港（台東県緑島郷）、蘭嶼空港（台東県蘭嶼郷） |

国際線
| 航空会社       | 就航地                             |
| -------------- | ---------------------------------- |
| ライオン・エア | スワンナプーム国際空港（バンコク） |